# Inde portugaise
1510–1961
Entités précédentes :
- Sultanat de Bijapur

Entités suivantes :
- Inde

L’Inde portugaise ou l’État portugais de l'Inde (en portugais Índia Portuguesa ou Estado da Índia) est l'ensemble des colonies portugaises détenu en Inde. Au moment de l'indépendance de l'Inde en 1947, les possessions portugaises incluaient plusieurs enclaves sur la côte ouest du sous-continent, Goa, aussi bien que des enclaves de la côte de Daman (en portugais : Damão) et Diu, ainsi que les enclaves de Dadra et Nagar Haveli, lié à Daman. Les territoires de l'Inde portugaise sont parfois appelés collectivement Goa.
La superficie de cet ensemble colonial était de 4 300 kilomètres carrés, le territoire de Goa constituant les 3/4 de la superficie des colonies portugaises en Inde.

## Le début des colonies

Mare clausum ibérique.

La première rencontre portugaise avec l'Inde se déroule le 20 mai 1498 lorsque Vasco de Gama débarque à Calicut (aujourd'hui Kozhikode). Malgré l'objection des marchands arabes déjà présents, De Gama s'assure l'obtention d'une lettre de concession ambiguë de droits commerciaux de la part du Zamorin, souverain local de Calicut, mais doit partir en bateau sans prévenir, après que le Zamorin insiste pour qu'il cède toutes ses marchandises en garantie. Gama conserve ses marchandises, mais quitte le territoire en laissant derrière lui quelques portugais ayant pour ordre d'établir un comptoir commercial. Dès 1509, des dinheiros y sont frappés à Goa.
En 1510, l'amiral portugais Afonso de Albuquerque vainquit les sultans du Bîjâpur en faveur d'un souverain local, Timayya, à la tête de l'établissement d'une colonie permanente à ce qui sera appelée plus tard Vieux-Goa (Velha Goa). Les provinces du sud, également connues sous le nom « Goa », étaient le quartier général de l'Inde portugaise, et siège du vice-roi qui gouverne les possessions portugaises d'Asie. Goa deviendra la base arrière de toutes les expéditions commerciales et militaires des portugais en Extrême-Orient et de l'expansion de l'empire colonial en Asie. C'est également de Goa que partira saint François Xavier, et de nombreux autres missionnaires après lui, pour l'œuvre d'évangélisation du Japon, Macao et des îles du Pacifique.

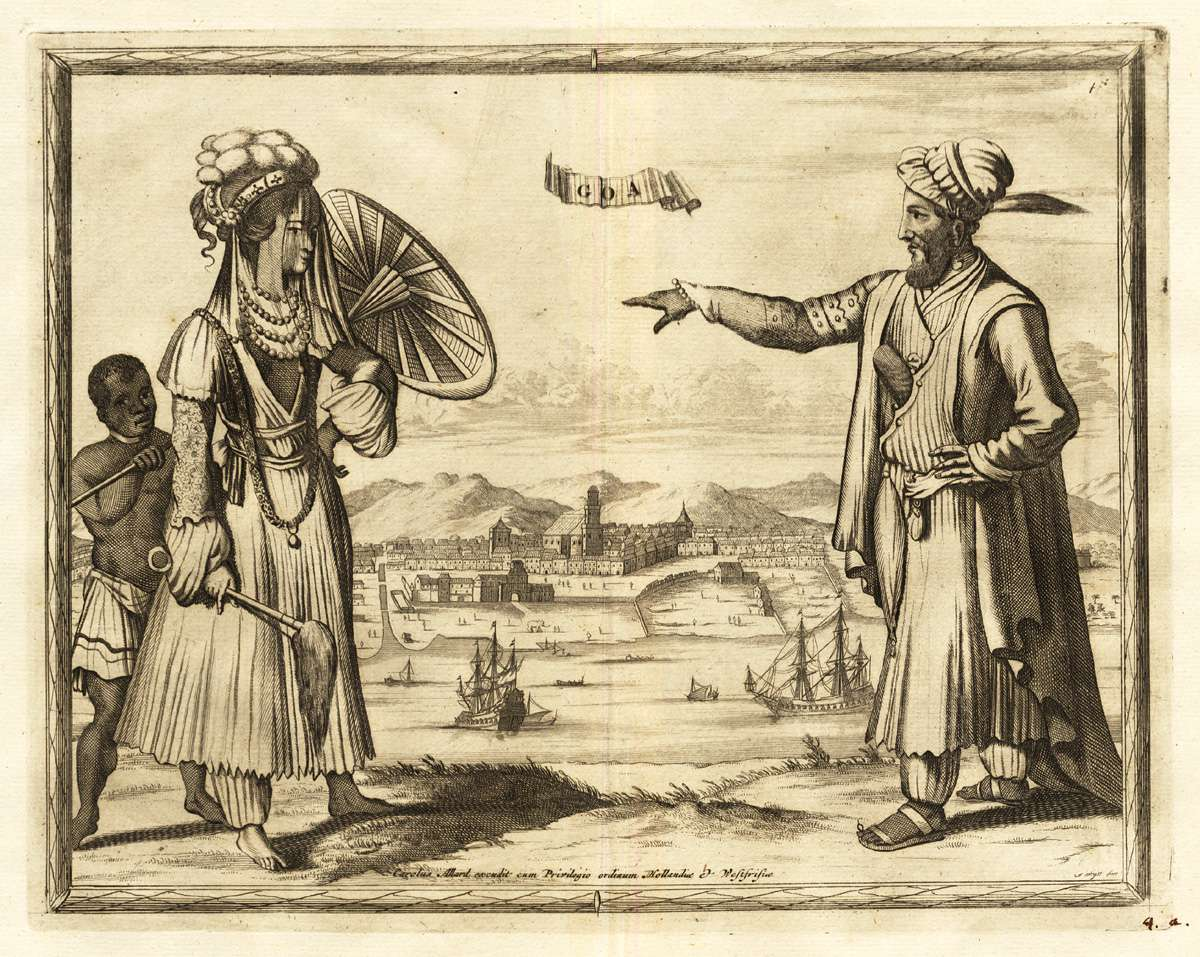
Un homme et une femme accompagnés d'un jeune esclave noir, dans la colonie portugaise de Goa, 1725.

Les Portugais acquièrent dès lors de nombreux territoires des sultans de Gujarat : Daman (prise en 1531, officiellement cédée en 1539) ; Salsette, Bombay, et Baçaim (prises en 1534) ; et Diu (cédée en 1535). Ces possessions deviennent les provinces de l'Inde portugaise, qui étend les limites d'environ 100 km, de la côte de Daman à Chaul, et de 30-50 km à l'intérieur des terres. La province est gouvernée à partir d'une cité-forteresse située à Bassein (aujourd'hui Vasai, au nord de Mumbai) qui fut cédée aux Anglais en 1661 en tant qu'élément de la dot de la princesse portugaise Catherine de Bragance à Charles II d'Angleterre. La plupart des Provinces du Nord fut reconquise en 1739 par les Marâthas, un clan qui reconquit et unifia une partie de l'Inde au XVIIe et XVIIIe siècles. Finalement, le Portugal acquit Dadra et Nagar Haveli en 1779. Mais l'Inde portugaise n'est déjà plus qu'un vestige du brillant et prestigieux passé de l'empire colonial portugais.

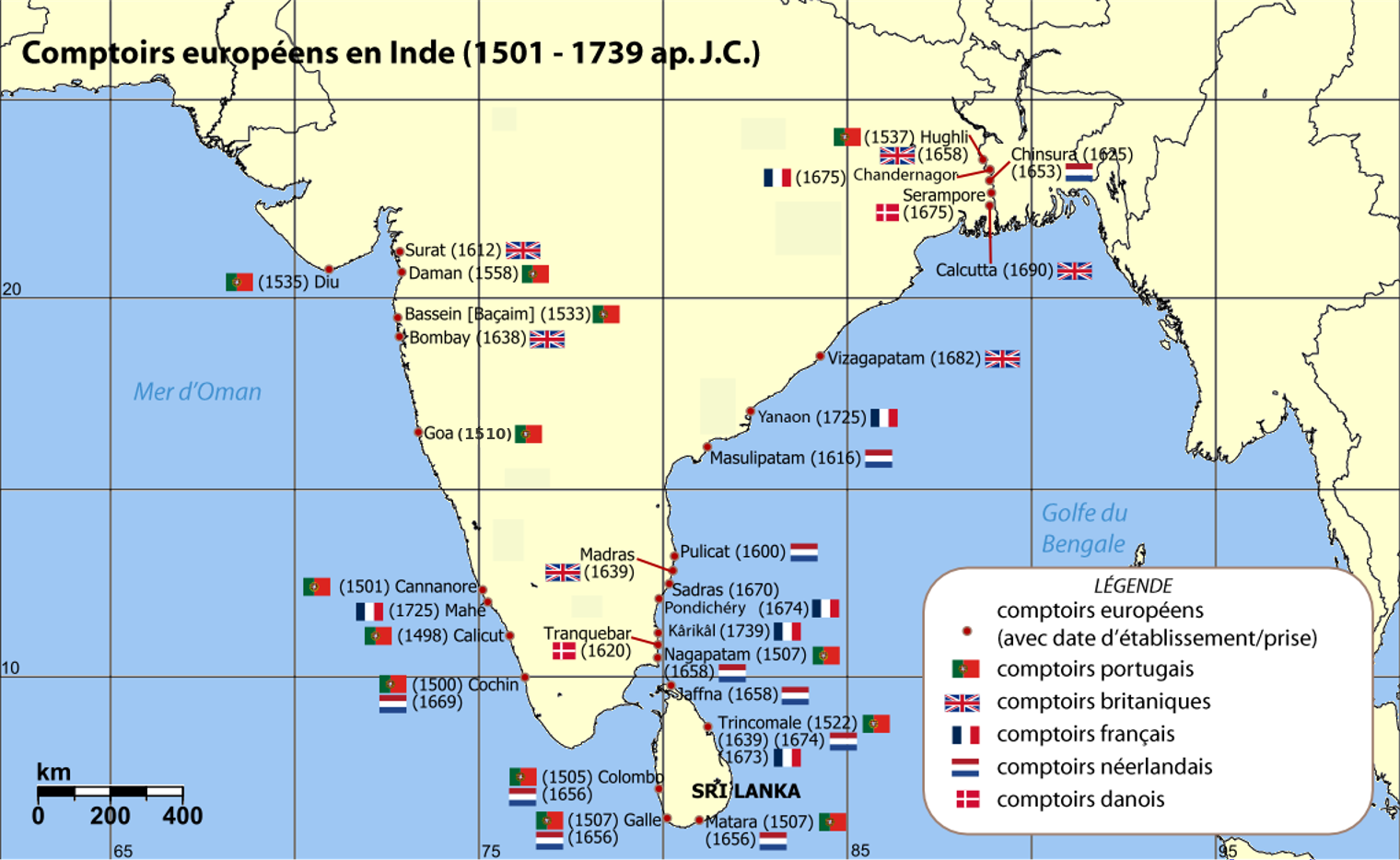
Carte des colonies portugaises et européennes en Inde du XVIe siècle au milieu du XVIIIe siècle.

Dès 1860, les possessions portugaises en Inde subissent la crise du jute et du textile : l'Inde britannique étend son contrôle exclusif et gagne la bataille.
Arrivés avant les Anglais sur le continent sud-asiatique les Portugais eurent toujours le droit d'une présence militaire en leurs colonies en Inde. Aussi, des navires de guerre pouvaient séjourner au port de Goa, et Nova Goa. Cependant, les navires de guerre seront rarement observés, dans les ports des colonies portugaises d'inde, et ils seront plutôt déployés dans les ports coloniaux de l'Angola ou du Mozambique. Des autorisations de passages de militaires portugais étaient accordées pour les passages de militaires dans les enclaves de Dadra et Nagar Haveli.
À partir de 1870, l'économie des territoires portugais est contrôlée largement et dépend de l'Inde britannique. En 1921, les territoires portugais en Inde, très pauvres, obtiennent un statut de zone franche, ce qui attire, à l'époque de la prohibition, en Amérique, dans les années 1920 à 1930, des investisseurs américains, dont certains font transiter de l'alcool de contrebande par le port de Nova Goa. Avec l'Indépendance de l'Inde en 1947, les territoires portugais perdent le statut de zone franche et, encerclés par l'Inde devenue indépendante, ils se voient infliger de lourdes taxes douanières pour faire pression et accélérer le départ des Portugais.

## Après l'indépendance de l'Inde
Après l'indépendance de l'Inde britannique en 1947, le Portugal refuse d'accéder à la demande de ce pays de renoncer au contrôle de ses possessions indiennes ce qui oblige l'Assemblée générale des Nations unies à intervenir en faveur de l'Inde dans les années 1950.
En 1954, une troupe d'indépendantistes indiens, « bands of Indian irregulars », soulèvent les enclaves de Dadra et Nagar Haveli. L'Inde refuse le passage des troupes portugaises à travers son territoire afin de restaurer son pouvoir colonial, et annexe les enclaves en août 1961. En décembre 1961, l'Inde envahit Goa, Daman et Diu, lors de l'opération Vijay.
Le régime de Salazar refuse de reconnaître la souveraineté indienne sur Goa, Daman et Diu, qui ont continué à être représentées à l'Assemblée nationale du Portugal jusqu'en 1974. Suivi peu après par la révolution des Œillets, la même année, le nouveau gouvernement de Lisbonne restaure les relations diplomatiques avec l'Inde, et reconnaît la souveraineté indienne sur l'Inde portugaise. Cependant, les habitants de ses anciens territoires indiens continuent à avoir droit à la citoyenneté portugaise, limité en 2006 à ceux nés sous le régime portugais ou ayant des ancêtres de nationalité portugaise (parents, grands-parents, arrière-grands-parents). Les décennies passant, le passeport portugais deviendra, pour de nombreux jeunes Goanais, un véritable sésame leur offrant la possibilité d'aller étudier et travailler dans l'Union européenne. Le nombre de jeunes Goanais ayant ainsi quitté leur terre natale, depuis l'incorporation de Goa à l'Inde jusqu'en 2020, était de l'ordre de 300 000 personnes.
Du fait de la constitution indienne, garantissant à tout Indien la possibilité de venir s'installer dans n'importe quel État de l'Inde, Goa, du fait de sa richesse, fut des décennies durant la cible de flux migratoires internes. Les Goanais d'origine, métis portugais-indiens, ne représentent plus aujourd'hui que 30 % de la population du petit État.

## Histoire postale et timbres postaux
Le début de l'histoire postale de la colonie est obscur, mais un courrier régulier est connu pour avoir été échangé dès 1825 avec Lisbonne. Le Portugal ayant une association postale avec la Grande-Bretagne, beaucoup de courriers passent probablement par Bombay et poursuivent en compagnie de paquets britanniques. Le cachet portugais apposé sur le timbre apparaît en 1854.
Les premiers timbres postaux sortent le 1er octobre 1871. Ils étaient purement locaux, et des timbres de l'Inde britannique étaient également nécessaires pour le courrier destiné à l'outre-mer. La composition de ces premiers timbres se présentaient seulement par leur valeur au centre, avec une bande ovale contenant les inscriptions Serviço Postal et India Post. Les matrices sont recoupées plusieurs fois, et imprimées sur plusieurs genres de papiers, ayant pour résultat une situation extrêmement compliquée, qui fut intensivement étudiée; environ 55 types de timbres ont été différenciés apparaissant entre 1871 et 1877, certains d'entre eux étant tout à fait rares.
En 1877, le Portugal a inclus l'Inde dans la « couronne » standard, c’est-à-dire la même monnaie officielle, avec neuf valeurs allant de 5r à 200r. Ces timbres circulèrent jusqu'en 1881, et les anciens timbres locaux surtaxés avec des valeurs variées, expliquent l'existence d'une centaine de versions distinctes. Les timbres additionnels de la « couronne » sont arrivés en 1882, mais l'année suivante s'ajoutèrent des valeurs supplémentaires de conception locale. À partir de 1886, le motif des timbres distribués a suivi cela de près dans les autres colonies. L'exception principale étant une série de surtaxes en 1912, produites en perforant verticalement des timbres existants par le milieu, et la surimpression créant une nouvelle valeur de chaque côté.
En 1925, un timbre commémoratif a marqué le 400e anniversaire de la mort de Vasco de Gama, et en décembre 1931 un ensemble de six est édité pour la promotion de l'exposition sur François Xavier tenue à Goa. Les ensembles de timbres de 1946 et 1948 célèbrent des figures historiques notables en lien avec la colonie. La première exposition de timbres en Inde portugaise, en 1952, est commémorée par la sortie d'une paire de timbres, l'un reproduisant le dessin du premier timbre édité, l'autre représentant saint François Xavier. Des timbres d'usage courant, « definitive series » en 1956 célèbrent le 450e anniversaire des colonies Portugaises en Inde, et incluent des portraits et des plans de vieux forts, en 1959 des séries représentaient des pièces variées.
La dernière édition officielle date du 25 juin 1960, marquant le 500e anniversaire de la mort du prince Henri le Navigateur. Des timbres indiens ont été utilisés pour la première fois le 29 décembre 1961, tandis que les anciens timbres ont été acceptés jusqu'au 5 janvier 1962. Bien que le Portugal ait continué à sortir des timbres pour la colonie perdue, aucun de ces derniers n'a jamais été mis en vente dans les bureaux de poste de la colonie, et ils ne sont donc pas considérés comme valides. Le ministère Indien des postes et communications ne reconnaît pas les timbres émis par le Portugal pour son ensemble colonial en Inde après 1960.
Le Portugal continuera à sortir des timbres pour sa colonie, entre 1961 et 1974, mais ils ne sont pas reconnus par l'UPU (Union postale universelle).